# 이지성 (작가)
이지성(1974년 9월 27일~)은 대한민국의 작가다.전라북도 전주에서 태어났다. 여산서초등학교, 전주서중학교, 완산고등학교, 전주교육대학교, 전북대학교를 졸업했다. 자기계발서 쓰는 무명작가로 15년을 보내고 빈민가에 살다 보니, 주변에서 ‘일단 빚이나 갚아라. 빈민가에서나 나오라’는 비아냥거림을 계속 들었으며, 주변에서 모두 병신 취급하던 상황이었다. 그러나 그는 팔아먹을 대상으로 이건희를 정하고 자신의 주장을 펼쳐서 부자가 되었다.
1995년 이지훈이라는 필명으로 시집 '그리움'을, 1997년에 이지운이라는 필명으로 시집 '언제까지나 우리는 깊디깊은 강물로 흐르리라'를 출간했다. 2000년부터는 교육, 인문학, 자기계발, 에세이, 경제경영 등 다양한 분야의 책을 출간하고 있다. 
대표작으로 '꿈꾸는 다락방(2007)' '리딩으로 리드하라(2010)' '생각하는 인문학(2015)'  '에이트(2019)' '미래의 부(2021)'가 있다. 
출간되는 책마다 종합베스트셀러 1위에 올라 '베스트셀러 제조기'라 불린다. 총 판매량은 2020년 기준 500만 부를 넘겼다. 
주요 작품들이 미국, 일본, 대만, 인도네시아, 베트남, 중국 등에서 번역출간되었다. 
2015년 6월 20일 국가대표 당구선수이자 방송인인 차유람과 결혼하였다. 슬하에 아들과 딸을 두고 있다. 
해외빈민촌에 학교와 병원 등을 지어주는 드림스드림 부대표로 활동하고 있고, 탈북인을 4천명 넘게 구출한 수퍼맨 목사와 북한 인권 활동을 하고 있다.
1. ↑  “‘꿈꾸는 다락방’ 이지성, 왕따·멸시 딛고…”. 2012년 6월 22일. 2025년 8월 8일에 확인함.